# Sansone caccia le volpi nelle messi
La tarsia Sansone che caccia le volpi nelle messi fa parte delle tarsie del coro della basilica di Santa Maria Maggiore. È collocata sul presbiterio nella parte dedicata al coro dei laici, settima spalliera. Uno studio delle tarsie e dei disegni preparatori fu realizzato dalla studiosa Francesca Cortesi Bosco e pubblicato nel 1987.

## Storia
La congregazione della Misericordia Maggiore, che amministrava la basilica mariana, e che aveva deciso di completare il presbiterio con un nuovo altare e con il nuovo coro, il 12 marzo 1524 affidò a Lorenzo Lotto la realizzazione dei disegni per le tarsie
Il disegno preparatore, il cui titolo è stato assegnato dallo stesso Lotto, fu inviato alla congregazione con Sansone in sacrificio il 20 maggio 1529 a Micolò Terzi e registrati nel Liber Fabrice qualche giorno dopo l'11 giugno. Il disegno fu riconsegnato all'artista veneziano il 17 giugno 1532 dal pittore Agostino Facheris, allievo di Andrea Previtali tanto amico del Lotto, a indicare che la tarsia era stata ultimata dal Capoferri anche se era stata richiesta dall'artista già un anno prima.

## Descrizione

### Tarsia
L'invenzione o storia raffigura fatti dell'Antico Testamento raccontati nel Libro dei Giudici.(Giudici,14,5-6;Giudici 15,1-8) La tarsia raffigura gli eventi successivi l'annuncio dell'angelo a Manue e alla sua sposa, due fatti scritti nel libro dei Giudici quando Sansone è un giovane uomo.  In un paesaggio contadino che ospita sullo sfondo cupole e campanili di una città del XVI secolo, non certo possibile identica all'antica città di Timna dove i personaggi stanno per recarsi. 
La prima scena è raffigurata sul lato destro dove Sansone trovandosi in prossimità della città della sua amata con i genitori, deve fronteggiare un leone, che, con l'aiuto divino riesce a catturare e squarciare come fosse un piccolo capretto: Il giovane non racconta l'evento ai genitori che erano fuggiti pieni di paura, ma li rincontra e l'evento è raffigurato sul lato sinistro.
In primo piano vi è la rappresentazione di un fatto raccontato nella bibbia ma avvenuto molto tempo dopo, quando Sansone cacciò le volpi nel campo mietuto dei filistei. Il giovane uomo legò le volpi tra loro con una fume infuocata e queste spaventate scapparono nel campo dei filistei dove vi erano i covoni di frumento appena raccolti distruggendone la completa mietitura. Quando i filistei trovarono tutto il campo bruciato, ne conobbero il colpevole e anche il motivo della sua vendetta verso il suocero che aveva dato sua moglie a un altro uomo, non permettendo a lui di visitarla. Per questo i filistei per punizione, ne bruciarono la casa con l'uomo e la sua figlia.

### Coperto
Il coperto o “picture a claro et obsuro” o impresa, venne consegnato nel suo cartone preparatore dal Lotto il 25 gennaio 1531 con altri sei disegni. Lorenzo Lotto per fare la serie di opere dedicate alla vita di Sansone, aggiunse alcune tarsie, oltre quelle che erano programmate. Il coperto non fu però realizzato conseguente al fatto che la congregazione decise di trasferire le tarsie presenti nel coro laico, dei presbiteri e dei rettori lasciando a quello dei religiosi soltanto i coperti rappresentanti simbolismi autonomi.